# Казамат (фортификација)
Казамат (енгл. casemate) у фортификацији је просторија тврђаве сигурна од артиљеријске ватре. Назив потиче од латинског израза за влажну колибу (лат. cassa madida), која је служила за чување барута.

## Историја

### Доба глатке артиљерије
У доба глатке артиљерије (од средине 14. до средине 19. века) казамати су већином служили и за дејство ватром и за смештај трупа, материјала, хране и воде. Они из којих се само дејствовало ватром називани су борбени, а они који су служили једино за смештај људства и залиха - заштитни.
Борбени су грађени обично у ескарпи и контраескарпи, а затим у траверзама и на задњем делу утврђења. У ескарпама и контраескарпама представљали су засвођене одаје или ходнике, тзв. казаматиране галерије, подешене за дејство пешадијском ватром, а повезане са унутрашњошћу тврђаве потернама (галерије за саобраћај).
Према намени, заштитни казамати били су муницијски, барутни, касарне, итд. Казамати на гркљану фора или задњем делу утврђења звали су се традиторни или скривени.

### Доба олучне артиљерије
После појаве олучне артиљерије (средина 19. века), због њеног моћнијег зрна, стари казамати су преправљани и ојачавани новим, бетонским зидовима и покривани набијеним слојем песка, а нови су грађени у облику масивних сводова, са заобљеним испадним и упадним угловима. За смештај посаде употребљавани су, по правилу, задњи делови тврђаве и форова.
Казамате су имале и одбрамбене касарне. При изради казамата, поред отпоности на дејство најјаче опсадне артиљерије, водило се рачуна да се обезбеди добро проветравање и добра изолација од влаге. У казаматима изграђеним почетком 20. века гвоздена врата, прозори, топарнице и пушкарнице су херметички затварани.
У Првом светском рату и касније, казамати су покривани армираним бетоном и слојевима песка.